# Cortes (Portugal)
Cortes var ett politiskt riksmöte i Portugal där deltagarna representerade adeln, prästerskapet och folket i syfte att ta ställning till frågor som gällde rikets angelägenheter. I varierande utsträckning hade Cortes makt att vara med och stifta lagar och fatta viktiga beslut, men kungen hade det sista ordet.
Cortes hölls från 1211 till 1828. Enligt traditionen samlades Cortes för första gången i Lamego år 1139.
I slutet av 1800-talet fick Portugal en konstitutionell monarki – regeringen utsågs inte längre av kungen utan av ett folkvalt parlament – och benämningen Cortes ersattes successivt av andra benämningar.
Numera kallas parlamentet i Portugal för Assembleia da República.